# Иесвий
Иесвий («обитающий на высоте») — ветхозаветный персонаж, потомок рефаимов, нападавший на Давида, но убитый Авессой; в еврейской традиции именуется Ишби бе-Ноб (ישבי בנב); англ. Ishbi-Benob (Ishbibenob).
Этот филистимский гигант, пытавшийся убить Давида во время одной из битв между израильтянами и филистимлянами (2Цар. 21:16, 17). Последнего спас тогда Авесса (евр. Абишай), сын Саруин (евр. Церуи), который убил филистимлянина. После этого сподвижники Давида решили не пускать более царя в бой, «дабы не потух светоч Израиля».
Имя этого филистимлянина для исследователей оставалось неясным и возбуждало немало споров о его понимании. Если Ишби бе-Ноб действительно означает «Ишби из Ноба» или «Ишби, живущий в Нобе» (слав. Нов; буквально — «бугор», «возвышение»), тогда под названием «Ноб» следует понимать местность, известную во времена Иеронима под именем Nobe, а ныне называемую Bet Nuba, которая лежит на старинном пути из Рамлы в Иерусалим, несколько к северо-востоку от Аиалон (евр. Аялон), и в 20 км к северо-западу от Иерусалима и возвышается более, чем на 213 м над уровнем моря. Там дважды останавливался со своей армией в 1192 году во время Крестовых походов Ричард Львиное Сердце.